# Battaglia di Vuosalmi
La battaglia di Vuosalmi (conosciuta anche come battaglia di Äyräpää-Vuosalmi) è stato un episodio della guerra di continuazione tra Finlandia e Unione Sovietica.

## Contesto
Dopo il fallimento nella battaglia di Tali-Ihantala del luglio 1944, l'esercito sovietico cercò di rompere le linee finlandesi nei pressi di Vuosalmi circondando la parte meridionale dell'Istmo careliano.

## La battaglia
Le difese finlandesi schierata a Vuosalmi erano affidate alla 2. divisione che venne successivamente rinforzata con la divisione corazzata Lagus. Le forze sovietiche erano invece composte dalla 23ª armata.
Le posizioni finlandesi non erano molto favorevoli in quanto erano assestate tra il crinale di Äyräpää ed il fiume Vuoksi. 
Il 4 luglio l'Armata Rossa attaccò e dopo giorni di violenti combattimenti respinsero i finlandesi fino a cacciarli da Vuosalmi
L'11 luglio i due eserciti si scontrarono nuovamente e i finlandesi riuscirono a contrattaccare.

## Conseguenze
L'offensiva sovietica costò alla 23ª armata forti perdite ma non riuscì ad ottenere risultati concreti.